# Centre de détention en France
Pour les autres articles nationaux ou selon les autres juridictions, voir centre de détention.

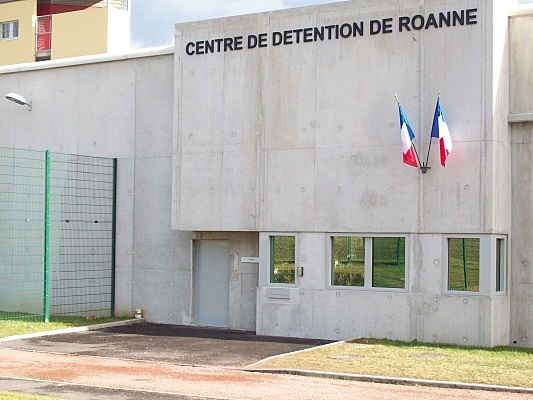
Le centre de détention de Roanne.

En France, un centre de détention est un établissement pénitentiaire recevant des personnes condamnées à plus de deux ans d'emprisonnement et présentant les meilleures perspectives de réinsertion. Il s'agit d'un type d'établissement pour peines, catégorie de prisons destinés à accueillir uniquement des détenus condamnés à de moyennes et longues peines, au sein desquels l'encellulement individuel est respecté. 

## Histoire
Les centres de détention sont créés en 1975 à l'occasion de la réforme pénitentiaire menée par le premier garde des Sceaux du nouveau président Valéry Giscard d'Estaing, Jean Lecanuet, en réaction aux événements de mai 1968 et aux récentes mutineries. La réforme met fin au régime progressif au sein des maisons centrales et crée par décret un nouveau type d'établissements, les centres de détention, orientés vers la réinsertion des détenus. La nouvelle classification oriente donc les condamnés à de longues peines vers les nouveaux centres de détention et les condamnés à de longues peines dangereux vers les maisons centrales, qui se recentrent alors sur leur objectif sécuritaire qu'elles connaissent toujours aujourd'hui.
En 2002, à la suite de la loi d'orientation et de programmation pour la justice (dite Perben I), une distinction apparaît entre les centres de détention nationaux (CDN) et les centres de détention régionaux (CDR), ces derniers étant destinés à recevoir les condamnés à des peines inférieures à cinq ans d'emprisonnement. La distinction a depuis disparu.

## Régime de détention
Les centres de détention ayant vocation à accueillir les personnes détenues présentant les meilleures perspectives de réinsertion, leur régime de détention est essentiellement axé sur la resocialisation. Les condamnés à de moyennes et longues peines présentant des risques en matière de sécurité sont quant à eux affectés en maison centrale dont le régime est principalement tourné vers la prévention des violences et des évasions.
Comme tous les établissements pour peines, les centres de détention appliquent un numerus clausus qui permet l'application de la règle de l'encellulement individuel censée s'appliquer à tous les établissements mais qui se retrouve inapplicable dans les maisons d'arrêt en raison du nombre de prévenus en détention provisoire. Les centres de détention ne connaissent donc pas de surpopulation carcérale.
Les personnes détenues au sein d'un centre de détention sont généralement en régime « portes ouvertes » la journée, c'est-à-dire qu'ils peuvent évoluer librement sur la coursive, se rendre dans les cellules des autres voire dans des cuisines collectives ou des salles d'activités. Dans ces quartiers « ouverts », chaque détenu dispose d'une « clef de confort » qui lui permet de verrouiller sa cellule, en plus de la serrure principale dont seuls les surveillants ont la clef.
Les condamnés incarcérés en centre de détention disposent également d'un régime plus favorable de permissions de sortir, dont la durée peut être portée à cinq jours et, une fois par an, à dix jours.
Par ailleurs, certains centres de détention sont spécialisés dans l'accueil et la prise en charge de catégories particulières de personnes détenus, comme les délinquants sexuels (appelés auteurs d'infractions à caractère sexuel). 